# John McRaith
```

```

John Jeremiah McRaith (ur. 6 grudnia 1934 w Hutchinson, Minnesota, zm. 19 marca 2017 w Owensboro, Kentucky) – amerykański duchowny katolicki, biskup Owensboro w latach 1982–2009.

## Życiorys
Ukończył seminarium duchowne św. Bernarda w Dubuque. Święcenia kapłańskie otrzymał 21 lutego 1960 i inkardynowany został do diecezji New Ulm. Pracował m.in. jako kanclerz i wikariusz generalny diecezji.
23 października 1982 papież Jan Paweł II mianował go ordynariuszem Owensboro w Kentucky. Sakry udzielił mu ówczesny metropolita Thomas Kelly OP. 
Na emeryturę przeszedł 5 stycznia 2009 z powodów zdrowotnyc.
Zmarł 19 marca 2017.